# زندگی (فیلم ۱۹۲۰)
«زندگی» (انگلیسی: Life (1920 film)) یک فیلم است که در سال ۱۹۲۰ منتشر شد.